# Victor Pavlovich Maslov
Victor Pavlovich Maslov (Moscou, 15 de junho de 1930 — 3 de agosto de 2023) foi um físico e matemático russo. É membro da Academia Russa de Ciências. Obteve um doutorado em física matemática ciências em 1967. Suas principais áreas de interesse são teoria quântica, análise idempotente, análise não-comutativa, superfluidez, supercondutividade e transições de fase. É editor-chefe do Mathematical Notes e Revista Russa de Física Matemática.
O índice Maslov é nomeado após ele.

## Livros selecionados
- Karasev, MV; Maslov, VP: não-linear de Poisson entre parênteses. Geometria e quantização. Traduzido do russo por A. Sossinsky [AB Sosinskiĭ] e M. Shishkova. Traduções de Monografias de Matemática, 119. Sociedade Americana de Matemática, Providence, RI, 1993.
- Kolokoltsov, Vassili N.; Maslov, Victor P.: análise idempotentes e suas aplicações. Tradução de análise idempotentes e sua aplicação em controle otimizado (Russo), "Nauka" Moscou, 1994. Traduzido por Nazaikinskii VE. Com um apêndice por Pierre Del Moral. Matemática e suas Aplicações, 401. Kluwer Academic Publishers Group, Dordrecht, 1997.
- Maslov, VP; Fedoriuk, MV: aproximação semiclássica na mecânica quântica. Traduzido do russo por J. Niederle e Tolar J.. Física Matemática e Matemática Aplicada, 7. Matemática Contemporânea, 5. D. Reidel Publishing Co., Dordrecht, Boston, Massachusetts, 1981.

Este livro foi citado mais de 700 vezes no Google Scholar em 2011.
"Maslov, os métodos operacionais VP". Traduzido do russo por V. Golo, Kulman N. e G. Voropaeva. Mir Publishers, Moscovo, 1976.

## Morte
Victor morreu no dia 3 de agosto de 2023, aos 93 anos.